# Caprogammarus micropleopodus
Caprogammarus micropleopodus is een vlokreeftensoort uit de familie van de Caprogammaridae. De wetenschappelijke naam van de soort is voor het eerst geldig gepubliceerd in 1977 door Vassilenko.